# Callitriche trochlearis
Callitriche trochlearis är en grobladsväxtart som beskrevs av Norman Carter Fassett. Callitriche trochlearis ingår i släktet lånkar, och familjen grobladsväxter. Inga underarter finns listade i Catalogue of Life.